# Amando Samo
Amando Samo (ur. 16 sierpnia 1948 na wyspie Moch, zm. 7 sierpnia 2021 w Weno) – mikronezyjski duchowny rzymskokatolicki, w latach 1995–2020 biskup diecezjalny Karolinów. 

## Życiorys
Święcenia kapłańskie przyjął 10 grudnia 1977 w ówczesnym wikariacie apostolskim Mikronezji i Wysp Marshalla. Udzielił ich mu wikariusz apostolski bp Martin Joseph Neylon SJ. 10 maja 1987 papież Jan Paweł II mianował go biskupem pomocniczym powstałej na bazie dawnego wikariatu diecezji, ze stolicą tytularną Libertina. Sakry udzielił mu 15 sierpnia 1987 wspomniany już bp Neylon. 3 lutego 1994 został koadiutorem diecezji, zaś 25 marca 1995 jej biskupem ordynariuszem. Jego ingres do tamtejszej katedry odbył się 6 czerwca 1995. 2 lutego 2020 przeszedł na emeryturę. 